# FC Lokomotiv Moscova
FC Lokomotiv Moscova este o echipă de fotbal rusă care evoluează în Prima ligă rusă. Echipa a fost fondată în anul 1923.

## Lotul actual
La 2 septembrie 2021.
| Nr. |               | Poziție | Jucător                                 |
| --- | ------------- | ------- | --------------------------------------- |
| 1   | Rusia         | P       | Guilherme                               |
| 2   | Rusia         | F       | Dmitri Zhivoglyadov                     |
| 3   | Brazilia      | F       | Pablo                                   |
| 4   | Rusia         | F       | Stanislav Magkeyev                      |
| 5   | Rusia         | M       | Konstantin Maradishvili                 |
| 6   | Rusia         | M       | Dmitri Barinov                          |
| 7   | Țările de Jos | A       | Gyrano Kerk                             |
| 8   | Franța        | M       | Alexis Beka Beka                        |
| 9   | Rusia         | A       | Fyodor Smolov                           |
| 10  | Anglia        | M       | Tino Anjorin (împrumutat de la Chelsea) |
| 11  | Rusia         | M       | Anton Miranchuk                         |
| 16  | Croația       | F       | Tin Jedvaj                              |
| 17  | Rusia         | A       | Rifat Zhemaletdinov                     |
| 24  | Rusia         | F       | Maksim Nenakhov                         |
| 25  | Guineea       | A       | François Kamano                         |

| Nr. |          | Poziție | Jucător            |
| --- | -------- | ------- | ------------------ |
| 27  | Brazilia | F       | Murilo Cerqueira   |
| 31  | Polonia  | F       | Maciej Rybus       |
| 45  | Rusia    | F       | Aleksandr Silyanov |
| 49  | Rusia    | M       | Grigory Borisenko  |
| 53  | Rusia    | P       | Daniil Khudyakov   |
| 60  | Rusia    | P       | Andrei Savin       |
| 66  | Rusia    | F       | Mikhail Ivankov    |
| 69  | Rusia    | M       | Daniil Kulikov     |
| 71  | Rusia    | F       | Nair Tiknizyan     |
| 73  | Rusia    | M       | Maksim Petrov      |
| 75  | Rusia    | M       | Sergei Babkin      |
| 88  | Belarus  | A       | Vitaly Lisakovich  |
| 90  | Belarus  | M       | Kirill Zinovich    |
| 94  | Rusia    | F       | Dmitri Rybchinsky  |

## Palmares
- Prima Ligă Rusă

Câștigători
2002, 2004, 2018
- Cupa Rusiei

Câștigători
1996, 1997, 2000, 2001, 2007, 2015, 2017, 2019
- Supercupa Rusiei

Câștigători
2003, 2005, 2019
- Cupa Uniunii Sovietice

Câștigători
1936, 1957

## Jucători notabili
| Rusia - Dmitri Alenichev - Aleksei Arifullin - Diniyar Bilyaletdinov - Aleksei Bugayev - Dmitri Bulykin - Maksim Buznikin - Yuri Drozdov - Vadim Evseev - Sergei Ignashevich - Marat Izmailov - Lyubomir Kantonistov - Zaur Khapov - Yevgeni Kharlachyov - Dmitri Khokhlov - Aleksei Kosolapov - Dmitri Loskov - Sergei Ovchinnikov - Gennadiy Nizhegorodov - Ruslan Nigmatullin - Ruslan Pimenov - Sergei Podpaly - Aleksandr Podshivalov - Dmitri Sennikov - Alexey Smertin - Andrei Solomatin - Dmitri Sychev - Bakhva Tedeyev - Oleg Teryokhin - Dmitri Torbinski - Renat Yanbayev | URSS - Sargis Hovhannisyan - Albert Sarkisyan - Narvik Sirkhayev - Sergei Gurenko - Igor Gurinovich - Andrei Lavrik - Sergei Omelyanchuk - Pavel Plaskonny - Mikalay Ryndzyuk - Dmitri Kruglov - Malkhaz Asatiani - Mikheil Ashvetia - Giorgi Chelidze - Giorgi Demetradze - Zaza Janashia - Davit Mujiri - Evgeniy Lovchev - Valeriy Yablochkin - Deividas Česnauskis - Robertas Fridrikas - Arvydas Koncevičius - Arvydas Janonis - Romas Mažeikis - Vyacheslav Sukristov - Gediminas Sugzda - Vladimir Cosse - Stanislav Ivanov - Alier Ashurmamadov - Yuri Baturenko - Igor Cherevchenko - Khakim Fuzailov - Vitaliy Parakhnevych | Europa - Emir Spahić - Marek Čech - Ivan Pelizzoli - Marko Baša - Răzvan Cociș - Garry O'Connor - Branislav Ivanović - Milan Jovanović - Milan Obradović - Ján Ďurica - Juraj Dovicovic - Marián Had - Eldin Jakupović America centrală - Winston Parks Africa - André Bikey - Amr Zaki - Baba Adamu - Haminu Dramani - Laryea Kingston - Essau Kanyenda - Dramane Traoré - James Obiorah - Peter Odemwingie - Baye Djiby Fall - Jacob Lekgetho - Bennett Mnguni - Shaker Zouagi |